# Клуб Гуарани
Клуб „Гуарани“ (на испански: Club Guaraní) е футболен отбор от град Асунсион, Парагвай. Отборът е 9-кратен шампион на страната.

## История
Основан е през 1903 г., което го прави исторически втория отбор в страната след „Олимпия“, който е основан 1 г. по-рано. Тези 2 отбора играят т.нар. „старо дерби“ (clásico añejo) и са единствените в Парагвай, които от основаването си са играли само в Първа дивизия.
Клубът е наречен на местното население от индиански произход гуарани, което е важна част от историята и културата на страната. Оттам произлизат и 2 от прякорите на отбора – „Касик“ (на испански: cacique) е названието на племенните вождове в Латинска Америка, а с „Аборигените“ се има предвид местното население. Третият прякор – „Златисточерните“ – се дължи на цветовете на отбора – жълт и черен. Идеята за тези цветове е на братята Мелина, съоснователи на отбора, които преди това са играли в уругвайския „Пенярол“, чиито цветове са същите.
„Гуарани“ е сред старите клубове в Парагвай. Има спечелени 9 титли на страната, а 10 пъти са завършвали на 2-ро място. За златни години в историята на отбора се считат 1960-те години, когато „Гуарани“ печели 3 титли и стига до полуфинал на Копа Либертадорес. В този турнир отборът има общо 10участия, а другите участия в международни турнири са 2 пъти на Копа Судамерикана и веднъж на Копа КОНМЕБОЛ (четвъртфинал).

## Успехи
- 9х Шампион на Парагвай: 1906, 1907, 1921, 1923, 1949, 1964, 1967, 1969 и 1984
- 1х Полуфинал на Копа Либертадорес: 1966
- 1х Четвъртфинал на Копа КОНМЕБОЛ: 1996

## Играчи

### Известни бивши играчи
- Адриано Саманиего
- Евер Уго Алмейда
- Ернан Баркос
- Кенджи Фукуда
- Луис Алберто Каранса
- Освалдо Диас
- Салвадор Кабаняс
- Уго Рикардо Талавера
- Хорхе Нунйес
- Хосе Луис Чилаверт
- Хуан Торалес
- Хулио Сесар Мансур